# Aggtelek Nationalpark
Aggtelek Nationalpark (ungarsk: Aggteleki Nemzeti Park) er en nationalpark i det nordlige Ungarn i Aggtelek Karst-regionen. De mest betydningsfulde værdier i nationalparken er de specielle overfladeformationer og huler i dette kalkstenlandskab.

## Beskrivelse
I parken findes 280 huler i forskellige størrelser. De dækker et samlet areal på 198,92 km² heraf 39,22 km² er under øget beskyttelse. Den største Stalaktitgrotte i Europa ligger i dette område: Baradlahulen (26 km lang, heraf 8 km er i Slovakiet, kendt under navnet Domica). Flere af hulerne har forskellige specialiteter. For eksempel har fredshulen et sanatorium, hvor man behandler astmapatienter.

## Historie
Den første skriftlige dokumentation af hulerne kan dateres tilbage til 1549. Siden 1920 har de været turistattraktioner. Et areal på  453,11 km² blev i 1979 udpeget til biosfærereservat under UNESCOs Menneske og biosfære-programmet.Selve Aggtelek Nationalpark blev grundlagt i 1985. Den har været en del af UNESCOs verdensarv siden 1995 sammen med de slovakiske Karst-huler.

## Fauna
Dyrene på Aggtelek National Park inkluderet ildsalamander, karpatisk pony, musvåge, kejserørn, ablepharus kitaibelii, vandstær, kronvildt, europæisk los, grå ulv, vildsvin, topmejse, fuglekonge, dompap, hjerpe, isfugl, rødrygget tornskade, svalehale, sydeuropæisk svalehale og den store græshoppe saga pedo .

## Galleri
- Baradlahulen i Aggtelek
- Vass Imrehulen i Jósvafő
- Bódvafloden
- Luftfoto af Esztramos-hegy